# Masahiro Ohashi
Masahiro Ohashi (født 23. juni 1981) er en tidligere japansk fodboldspiller.
Han har spillet for flere forskellige klubber i sin karriere, herunder Yokohama F. Marinos, Mito HollyHock og Kawasaki Frontale.